# Cieśnina Alas
Cieśnina Alas (indonez. Selat Alas) – cieśnina w Indonezji; łączy morze Bali z Oceanem Indyjskim; oddziela wyspy Sumbawa i Lombok; długość ok. 75 km, szerokość do 40 km.
W północnej części cieśniny liczne wysepki.